# Zwartkophoningeter
De zwartkophoningeter (Melithreptus affinis) is een zangvogel uit de familie Meliphagidae (honingeters).

## Verspreiding en leefgebied
Deze soort is endemisch op Tasmanië en nabijgelegen eilanden in de Straat Bass.

## Status
De grootte van de populatie is niet gekwantificeerd maar de soort wordt omschreven als algemeen. Op de Rode lijst van de IUCN heeft deze soort de status niet bedreigd.